# دون بیر
دونالد استرنوف بیر جونیور (به انگلیسی: Don Beyer) (‎/ˈbaɪ.ər/‎ BY-ər؛ زادهٔ ۲۰ ژوئن ۱۹۵۰) یک تاجر، دیپلمات و سیاستمدار آمریکایی است که از سال ۲۰۱۵ به عنوان نماینده ایالات متحده در
حوزه انتخابیه هشتم ویرجینیا  خدمت می‌کند. او یکی از اعضای حزب دموکرات است و منطقه او در قلب ویرجینیای شمالی است و شامل اسکندریه، فالز چرچ و آرلینگتون است.
بیر دارای نمایندگی‌های فروش خودرو در ویرجینیا است و سابقه طولانی در مشارکت در امور اجتماعی و بشردوستانه دارد. از سال ۱۹۹۰ تا ۱۹۹۸ او به عنوان سی و ششمین فرماندار ویرجینیا در دوران داگ وایلدر (۱۹۹۰–۱۹۹۴) و جورج آلن (۱۹۹۴–۱۹۹۸) خدمت کرد. او برای فرمانداری ویرجینیا در سال ۱۹۹۷ نامزد حزب بود ولی از جیم گیلمور جمهوری‌خواه، که در آن زمان دادستان کل ویرجینیا بود، شکست خورد. او از سال ۲۰۰۹ تا ۲۰۱۳ به عنوان سفیر ایالات متحده در سوئیس و لیختن اشتاین در دوره ریاست جمهوری باراک اوباما خدمت کرده است.